# Nakskov
Nakskov je přístavní město v Dánsku při západním pobřeží ostrova Lolland. Nachází se u stejnojmenného fjordu, asi 171 km jihozápadně od Kodaně. Město je součástí komuny Lolland, jejímž střediskem je blízké město Maribo. V roce 2023 zde žilo 12 456 obyvatel, Nakskov je tak největším městem ostrova Lolland.
V Nakskovu se nachází největší dánský cukrovar, který patří německé společnosti Nordzucker. Každý den je zde zpracováno přibližně 12 tisíc tun cukrové řepy. Nachází se zde kostely svatého Mikuláše a svatého Františka. Město se dělí na několik čtvrtí, mezi které patří Abildtorpe Mose, Færgeland, Helgenæsparken, Krukholm, Lienlund, Rosnæs, Sæby Huse a Sandvadet. Severně od města prochází primární silnice 9, přímo městem potom sekundární silnice 289 a 291.
Okolí dnešního města bylo osídleno již v období neolitu. V roce 1266, během vlády Erika V. Dánského, získal Nakskov právo pořádat trhy.